# Puente Colgante (Nacimiento)

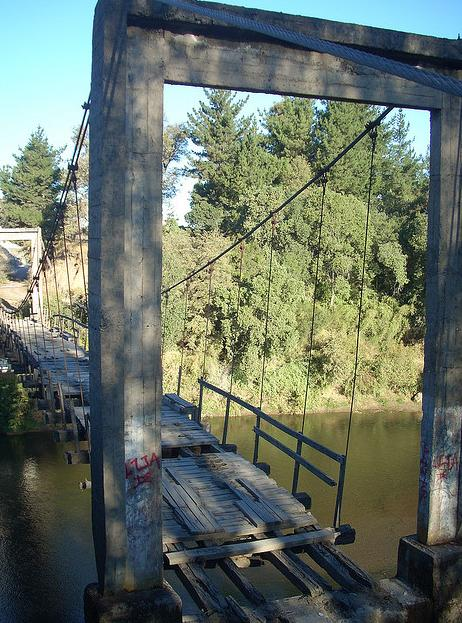
Puente sobre el Río Taboleo

El Puente Colgante sobre el río Tavolevo, comúnmente conocido como "Puente Colgante", se encuentra ubicado en las afueras de la ciudad de Nacimiento. Se sitúa en el camino a Millapoa, a 3 kilómetros del centro de la ciudad, sobre el cauce del Río Taboleo. Fue construido alrededor de 1955, siendo uno de los primeros de este tipo en la región. Su especial forma articulada se asemeja a la columna vertebral de un mamífero. Es muy visitado y fotografiado, y por años ha venido a ser uno de los principales balnearios de la ciudad.
Actualmente, el puente se encuentra en un visible y notorio estado de deterioro y abandono, principalmente por la construcción, hacia su costado norte, de un nuevo puente vehicular de hormigón armado y vigas metálicas en su reemplazo, con el fin de recibir el alto flujo de camiones madereros cargados con altas toneladas de pino o eucaliptus. El viaducto se encuentra cerrado al paso de vehículos y peatones, aunque muchas personas arriesgan sus vidas al cruzarlo de forma temeraria, o al lanzarse clavados desde él sobre el cauce del río.